# Parental Advisory

Das offizielle Parental-Advisory-Label der RIAA findet sich auf den Hüllen vieler Tonträger in den Vereinigten Staaten.

Das Parental Advisory Label (kurz PAL; [pəˈɻentᵊl ədˈvaɪzᵊɻi], englisch für ‚Hinweis für Erziehungsberechtigte‘, wörtlich ‚elterliche Beratung‘) ist ein Etikett, mit dem Tonträgerunternehmen in den Vereinigten Staaten Musikveröffentlichungen kennzeichnen, die aufgrund anstößiger Texte als ungeeignet für Minderjährige empfunden werden. Grundlage für die Kennzeichnung ist eine freiwillige Selbstverpflichtung der Musikindustrie. Der Aufkleber hat ein festgelegtes schwarz-weißes Design und trägt die Aufschrift Parental Advisory – Explicit Content (engl. für ‚Hinweis für Eltern: anstößiger Inhalt‘, wörtlich ‚eindeutiger Inhalt‘) bzw. seltener Parental Advisory – Explicit Lyrics (engl. für ‚anstößige Liedtexte‘). Es gibt keine bindenden Richtlinien dafür, welche Alben gekennzeichnet werden müssen.
Im ersten Halbjahr 2006 wurden nach Angaben der Musikindustrie weniger als 5 % der veröffentlichten Alben mit dem Aufkleber gekennzeichnet.
Obwohl diverse große Einzelhändler wie Walmart oder Kmart sich weigern, Platten zu verkaufen, die mit diesem Warnhinweis versehen sind, scheint er die Verkaufszahlen der gekennzeichneten Alben kaum zu beeinträchtigen. Nach Angaben der Federal Trade Commission der USA sind etwa ein Drittel der US-Charterfolge mit dem Warnhinweis versehen. Mittlerweile ist das Design des Aufklebers in die Ikonografie der Popkultur eingegangen: Musiker drucken den Aufkleber im Original oder verfremdet auch außerhalb der USA auf ihre Alben, es gibt Poster oder Slipmats mit dem Design. Die Gruppe Heavy D. & the Boyz widmete dem Aufkleber 1994 einen Song. Auch Produkte außerhalb der Musikbranche benutzen das Design, etwa Twix (Peanut Butter Advisory – Unexpected Content).

## Geschichte
Der Aufkleber entstand aufgrund einer Initiative des 1985 gegründeten Parents Music Resource Centers (PMRC), einer gemeinnützigen Organisation. Die Initiative zur Gründung ging von Tipper Gore, der Ehefrau des späteren US-Vizepräsidenten Al Gore, aus. Eine führende Rolle in der Öffentlichkeitsarbeit nahm Susan Baker, die Ehefrau des damaligen US-Finanzministers James Baker, ein. Tipper Gore engagierte sich im PMRC, nachdem sie die Liedtexte des Prince-Albums Purple Rain (1984) gehört hatte, das sie ihrer damals elfjährigen Tochter geschenkt hatte. Baker habe sich beteiligt, nachdem sie ihre 7-jährige Tochter den Text von Like a Virgin von Madonna hatte singen hören. Zur Organisation gehörten vor allem die Ehefrauen Washingtoner Regierungsbeamter und US-Parlamentarier, sowie Fernseh-Evangelist Pat Robertson und Fernsehmoderatorin Sheila Walsh.
Aufgrund massiver Öffentlichkeitsarbeit und aufgrund massiven Einflusses auf die US-Legislative, der dazu führte, dass es 1985 zu einer Senats-Anhörung kam, gelang es der Organisation, alle marktdominierenden Plattenfirmen zu einer Selbstverpflichtung zu bewegen, die vorsieht, dass potenziell jugendgefährdende Veröffentlichungen zu kennzeichnen sind. Musiker wie Frank Zappa, John Denver und Dee Snider von Twisted Sister waren bei dieser Anhörung als Zeugen anwesend und sprachen sich gegen eine Kennzeichnung aus. Zappa veröffentlichte noch im selben Jahr Auszüge seiner Rede mit Musik unterlegt als Porn Wars auf dem Album Frank Zappa Meets the Mothers of Prevention. Seine gesamte, beinahe 33-minütige Zeugenaussage wurde posthum als Congress Shall Make No Law... auf dem gleichnamigen Album (2010) veröffentlicht.
Besonders angegriffen in dieser Frühzeit wurden Alben und Lieder von Prince (Darling Nikki: „I met her in a hotel lobby/Masturbating with a magazine“), Sheena Easton (Sugar Walls: „Come spend the night inside my sugar walls“), W.A.S.P. (Animal (Fuck Like a Beast): „I start to howl, I’m in heat/I moan and growl and the hunt drives me crazy/I fuck like a beast“) und The Mentors (Anal Vapor: „Bend up and smell my anal vapor/Your face is my toilet paper“).
Das PMRC gab eine Liste mit fünfzehn dieser Lieder heraus, die am kritikwürdigsten angesehen und als Filthy Fifteen bekannt wurden:
| #  | Künstler        | Lied                          | Inhalt des Liedtextes             |
| -- | --------------- | ----------------------------- | --------------------------------- |
| 1  | Prince          | Darling Nikki                 | Geschlechtsverkehr/Masturbation   |
| 2  | Sheena Easton   | Sugar Walls                   | Geschlechtsverkehr                |
| 3  | Judas Priest    | Eat Me Alive                  | Geschlechtsverkehr                |
| 4  | Vanity          | Strap On ‘Robbie Baby’        | Geschlechtsverkehr                |
| 5  | Mötley Crüe     | Bastard                       | Gewalt/Sprachgebrauch             |
| 6  | AC/DC           | Let Me Put My Love Into You   | Geschlechtsverkehr                |
| 7  | Twisted Sister  | We're Not Gonna Take It       | Gewalt                            |
| 8  | Madonna         | Dress You Up                  | Geschlechtsverkehr                |
| 9  | W.A.S.P.        | Animal (Fuck Like a Beast)    | Geschlechtsverkehr/Sprachgebrauch |
| 10 | Def Leppard     | High ’n’ Dry (Saturday Night) | Drogenmissbrauch                  |
| 11 | Mercyful Fate   | Into the Coven                | Okkultismus                       |
| 12 | Black Sabbath   | Trashed                       | Drogenmissbrauch                  |
| 13 | Mary Jane Girls | In My House                   | Geschlechtsverkehr                |
| 14 | Venom           | Possessed                     | Okkultismus                       |
| 15 | Cyndi Lauper    | She Bop                       | Geschlechtsverkehr/Masturbation   |

Von 7500 verschiedenen Alben, die zwischen 1986 und 1989 erschienen, trugen 49 einen Warnhinweis. 1990 einigten sich die Mitglieder der Recording Industry Association of America (RIAA) auf den schwarz-weißen Aufkleber in seiner heutigen Form als Industriestandard. Besondere Aufmerksamkeit in den Medien wurde der Fall der Band 2 Live Crew zuteil, die mehrere Gerichtsverhandlungen wegen „Obszönität“ über sich ergehen lassen musste, und deren Album As Nasty as They Wanna Be zu den ersten gehörte, die den Sticker in seiner heutigen Form trugen.
1991 entschloss sich der größte US-Einzelhändler Walmart, CDs mit dem Warnhinweis nicht mehr zu verkaufen: dies führte dazu, dass die meisten Plattenfirmen zusätzlich gekürzte Versionen auf den Markt bringen, die ohne den Warnhinweis vertrieben werden können. Nach Angaben der FTC machen diese Versionen je nach Künstler zwischen 0,5 % und 22 % der Albumverkäufe aus.
Der Parental-Advisory-Warnhinweis befindet sich auf den Veröffentlichungen so unterschiedlicher Künstler wie Madonna, Lil’ Kim, Tupac Shakur, Prince, TLC, Marilyn Manson, Slipknot, Linkin Park,  Hanson, Green Day, Nine Inch Nails und Limp Bizkit oder Eminem, bei denen sich der Sticker auf jedem Album befindet: Künstler, die sowohl große Chart-Erfolge feiern, und die ein Publikum haben, das zum größten Teil minderjährig ist. Das Album Jazz from Hell (1986) von Frank Zappa wurde nur wegen des Titels der Komposition G-Spot Tornado mit dem Warnhinweis versehen, obwohl es sich um ein reines Instrumental-Album ohne eine einzige Zeile Text handelte.

Im Digitalen Vertrieb werden Titel meist durch das 🅴-Zeichen gekennzeichnet.

## Abwandlungen des Etiketts
Das ehemalige deutsche Independent-Label Aggro Berlin verwendete auf den Covern seiner Veröffentlichungen häufig die Formulierung "Verbraucher Hinweis – Harte Texte" in identischer Gestaltung nach dem US-Original. Dieser Hinweis war freiwilliger Art und sollte die "Härte" der Lieder bzw. Texte verdeutlichen. Mittlerweile wird diese Formulierung auch von anderen Labeln und Musikern in Bereich Rap verwendet.